# 효성중공업
효성중공업(주)(曉星重工業, 영어: Hyosung Heavy Industries Corporation)은 대한민국의 중공업 기업이다. 변압기, 컨버터, 제어기 등 전력 기자재 제조업과 건설업을 주요 업종으로 하며, 친환경 전력 설비, 전력망 안정화 솔루션, 수소 에너지, 신재생 에너지, 디지털 솔루션 등 다양한 분야에서 사업을 영위하고 있다.

## 연혁
- 1962년 - 한영공업주식회사 설립
- 1969년 - 한영공업, 국내 최초로 154kV 초고압변압기 제작
- 1972년 - 3상 저압 전동기 KS 획득
- 1975년 - 효성중공업, 조석래 사장 취임
- 1975년 - 한영공업㈜ 인수
- 1977년 - 한영공업㈜, 362kV 가스 차단기(GCB) 개발
- 1977년 - 창원공장 준공
- 1977년 - 효성중공업으로 상호 변경
- 1978년 - 국내 최초로 345kV급 초대형 변압기 개발
- 1978년 - 154kV급 이동 변압기 국산화 성공
- 1980년 - 쌍용전기∙코오롱종합전기 흡수 통합. 154kV급 이상 변압기 및 차단기 독점 생산 체제 구축
- 1982년 - 국내 최초로 원자력 발전소용 345kV 초고압 3상 변압기 제작 성공
- 1983년 - 362kV 초고압 가스절연발전소 개발 성공
- 1985년 - 코오롱종합전기㈜와 쌍용전기㈜ 흡수합병
- 1988년 - 국내 최초로 일본에 GIS 수출
- 1992년 - 국내 최초 765kV 초고압 변압기 개발
- 1998년 - 200MVAR 345kV 분로리액터 국내 최초 개발
- 1998년 - 세계 세 번째, 국내 최초 UHV급 가스절연개폐장치(GIS) 개발
- 1999년 - 800kV 50kA 8000A GIS 국내 최초로 개발 완료(2점절 차단기를 채택한 GIS로는 세계 최초)
- 1999년 - 중공업연구소, SPOT용접기 TIMER 순수 자체 기술로 국산화 성공
- 1999년 - 창원공장, 한국가스공사와 패키지형 CNG 충전시스템 국산화
- 2000년 - 전력PU, 세계 세번째로 800kV 50kA 8000A GIS상용화 성공 (당진화력발전소)
- 2001년 - 조치원공장, Double Iron-man 부착 Seam 용접기 국내 최초 개발
- 2004년 - 중공업PG, 362kV 50kA 가스절연 개폐장치(GIS) 국내 최초 개발
- 2004년 - 국내 최초로 축소형 245kV 50kA 가스절연 개폐장치(GIS) 개발
- 2005년 - 전력PU, 중국에 750kV급 GIS 2기 첫 수출
- 2007년 - 창원공장, 1,100kV 극초고압 GIS 국내 최초, 세계 두 번째 개발
- 2018년 - 효성중공업㈜ 분사
- 2019년 - 여의도 국회 수소충전소 준공
- 2020년 - 린데그룹과 액화수소 사업 추진 MOU 체결
- 2020년 - 국내 최초 MVDC·LVDC 구축 과제 계약
- 2021년 - 린데그룹과 액화수소 사업 추진 합작법인(JV) 투자 계약 체결
- 2023년 - 유럽 R&D 센터(Hyosung Heavy Industries R&D Center Netherlands) 설립
- 2023년 - 이니오 옌바허와 '수소엔진 발전기 실증 사업' MOA 체결
- 2024년 - 세계최초 100% 수소엔진발전기 상용화 성공

## 경영진
우태희 대표이사

## 사업 분야 및 주요제품
- 전력 솔루션
  - 효성중공업은 송배전 사업 부문에서 국내 누적 시장점유율 1위를 기록하고 있다. 초고압변압기, 초고압차단기, 전장품 등의 전력설비를 생산하며, 전력설비의 엔지니어링, 설계, 제작, 설치, 시험 및 유지보수 서비스 등을 제공한다.
  - 주요 제품으로는 전력설비(초고압변압기, 배전변압기, 분로리액터, 초고압차단기, 배전반, 모바일변전소), 전력시스템(STATCOM, DC송배전시스템, ESS, 마이크로그리드, 태양광 솔루션), 디지털 솔루션(전력설비 자산관리 솔루션, 예방진단시스템), 웰딩 솔루션(아크용접기, 저항용접기) 등이 있다.
  - 2024년, 200MW급 초고압직류송전(HVDC) 변압기 개발을 완료하였다. HVDC 변압기 제조 공장은 경상남도 창원시에 들어설 예정이며, 완공 시점은 2027년이 될 예정이다.[1]

- 기전 솔루션
  - 효성중공업은 국내 전동기 생산 1위 기업이다. 저압 중소형 전동기부터 고압 초대형 전동기, 슈퍼 프리미엄 효율 전동기, BLDC 전동기, 원자력 발전소용 Q-Class 전동기를 생산한다. 발전기 부문에서도 선박용, 스팀터빈용, 수차터빈용 발전 시스템과 연료봉 제어용 MG-Set을 생산하여 해외 원자력발전소에도 수출하고 있다.
  - 주요 제품으로는 전동기 & 발전기(고압전동기, 저압전동기, DC 전동기, 특수전동기, 상용발전기), 산업기계 시스템(화학장치, 가스충전소), 기어 솔루션(기어박스, 기어드모터) 등이 있다.
- 친환경 솔루션
  - 친환경 전력설비, 전력망 안정화 솔루션, 수소 에너지, 신재생 에너지, 디지털 솔루션 등이 있다.
- 건설 사업
  - 1959년 설립된 진흥기업을 통해 건축사업, SOC사업, 주택사업을 수행하고 있다. '효성 해링턴 플레이스' 브랜드로 주거용 건물을 건설하고 있다.

## 같이 보기
- 진흥기업

## 사업장
- 효성중공업㈜ 본사: 서울시 마포구 마포대로 119(공덕동)
- 효성중공업㈜ 건설부문 본사: 서울특별시 중구 퇴계로67 AK타워
- 창원 1공장: 경남 창원시 성산구 연덕로 171(내동)
- 창원 3공장: 경남 창원시 성산구 공단로 303(웅남동)
- 해외: 중국, 인도, 베트남, 네덜란드, 미국 등